# Абрагам ван Діпенбек
Абрага́м ван Ді́пенбек  (нід. Abraham van Diepenbeeck, 9 травня, 1596, Гертогенбос — 31 грудня, 1675, Антверпен) — фламандський художник доби бароко, помічник у великій майстерні Пітера Пауля Рубенса.

## Життєпис
Народився у місті Гертогенбос в родині художника вітражиста Яна Рулофа ван Діпенбека. Перші художні навички здобув у майстерні батька і сам починав як художник по склу. Навіть коли перебрався  в 1621 році жити до Антверпена, працював далі як художник по склу. Серед його вітражів — «Сім справ милосердя» для антверпенського собору.
Серед перших значимих творів Діпенбека — участь в майстерні П. П. Рубенса у створенні серії картонів для аррасів у повний розмір «Уславлення Євхаристії». Серію килимів на релігійну тематику Рубенсу замовила тогочасна управителька Південних Нідерландів, іспанська принцеса Ізабелла.
Він недовго перебував у Італії, де перейшов на працю з олійними фарбами і став прибічником стилю бароко.

## Недовга праця у Фонтенбло
1632 року Діпенбек з доручення голови майстерні П. П. Рубенса відбув до Франції, де створив копії зі стінописів королівського палацу Фонтенбло роботи Франческо Пріматіччо та Ніколо дель Аббате.

## Праця в Лондоні
Деякий час він працював у Англії. Серед творів англійського періоду життя — портрети першого герцога Ньюкасла та його родини та малюнки до гравюр на теми верхової їзди. Книгу про верхову їзду створив герцог Ньюкасл, а Діпенбек забезпечив її малюнками, котрі перевели у гравюри.

## Кар'єра в Антверпені
До Антверпена Діпенбек перебрався у 1621 році. Серед ранніх творів цього періоду — серія релігійних вітражів для церкви домініканців «Житиє апостола Павла». Тільки 1636 року він став громадянином Антверпена. До гільдії св. Луки його прийняли ще 1638 року, а 1641 року його обрали за декана гільдії.
Його художня манера мало відрізнялась від художньої манери Рубенса, але без віртуозності голови майстерні чи витонченості, прикметній роботам його сучасників, серед котрих Антоніс ван Дейк чи Томас Віллібортс Босхарт (1613—1654). Близькість образів роботи Діпенбека була така близька до декотрих робіт Рубенса, що їх приписували пензлю голови майстерні.
Спільно з іншими художниками створив декоративні твори.

## Галерея обраних творів

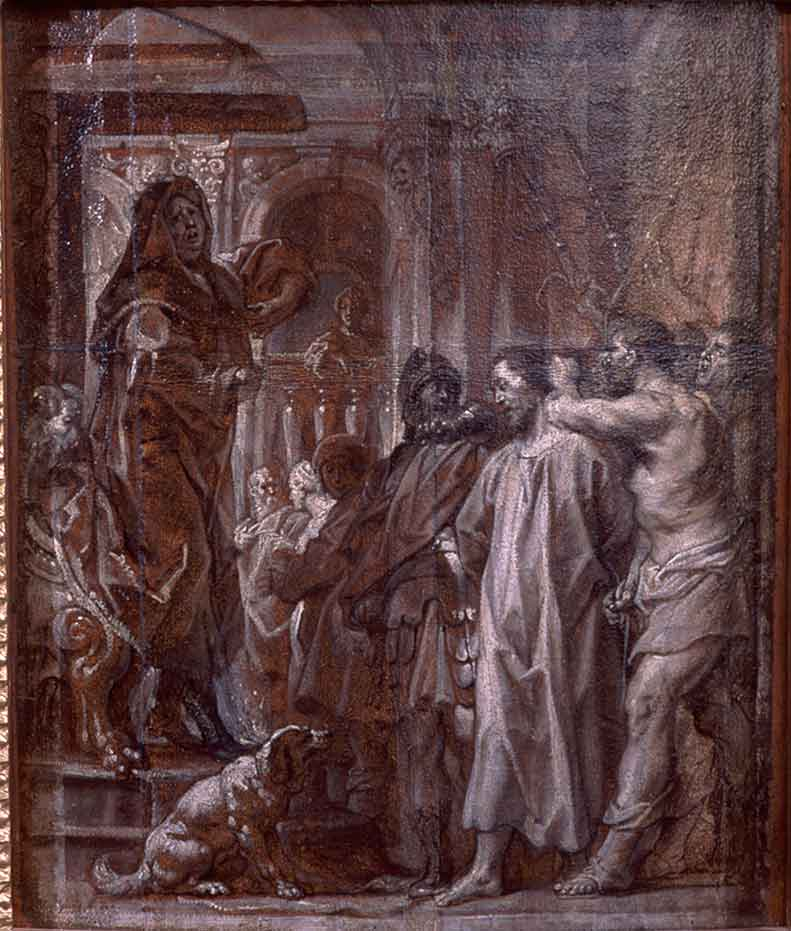
Абрагам ван Діпенбек. «Христос перед Каяфою», ескіз.

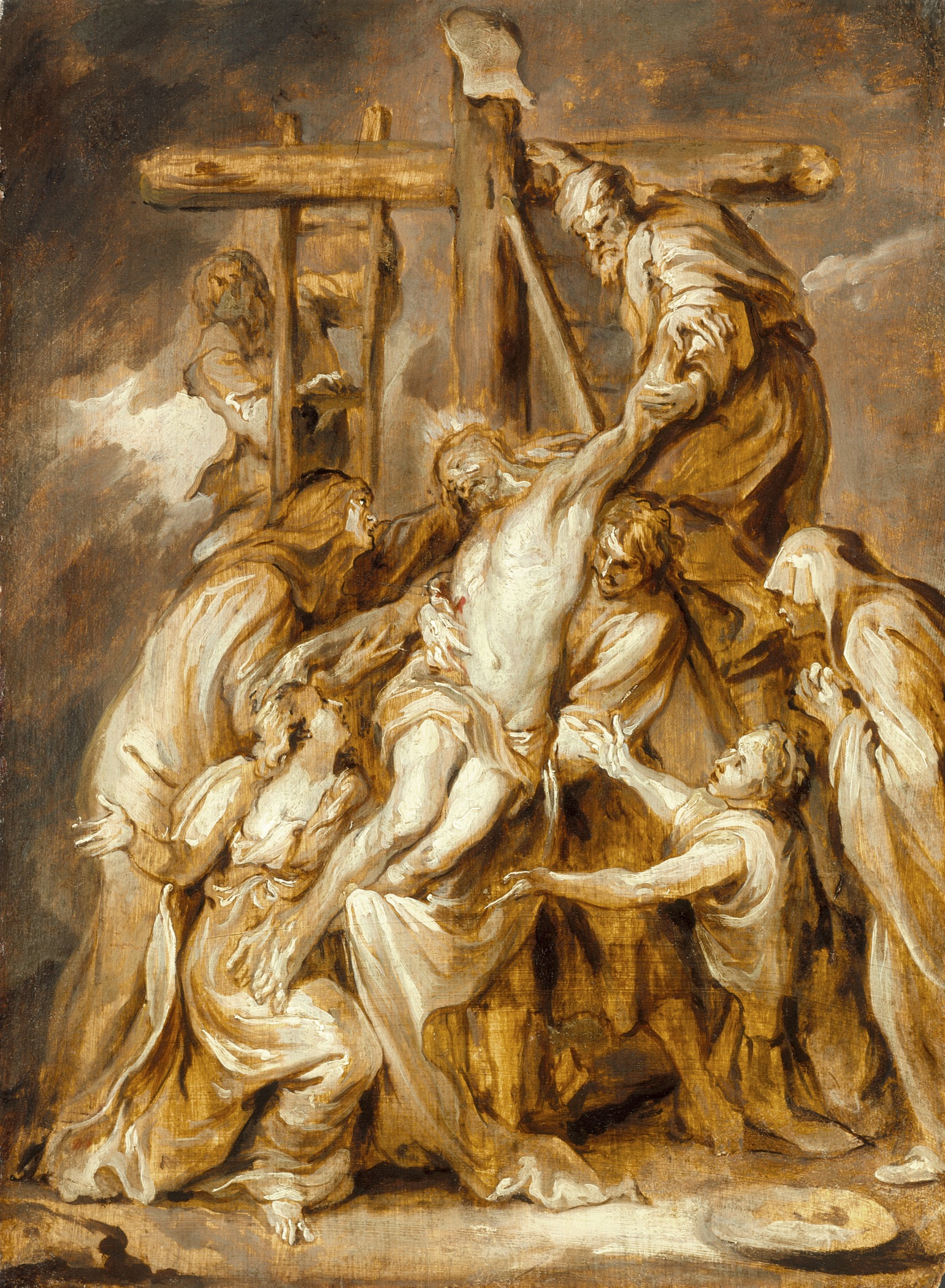
Абрагам ван Діпенбек. «Христа знімають з хреста», Каліфорнія, Музей мистецтв округу Лос-Анджелес
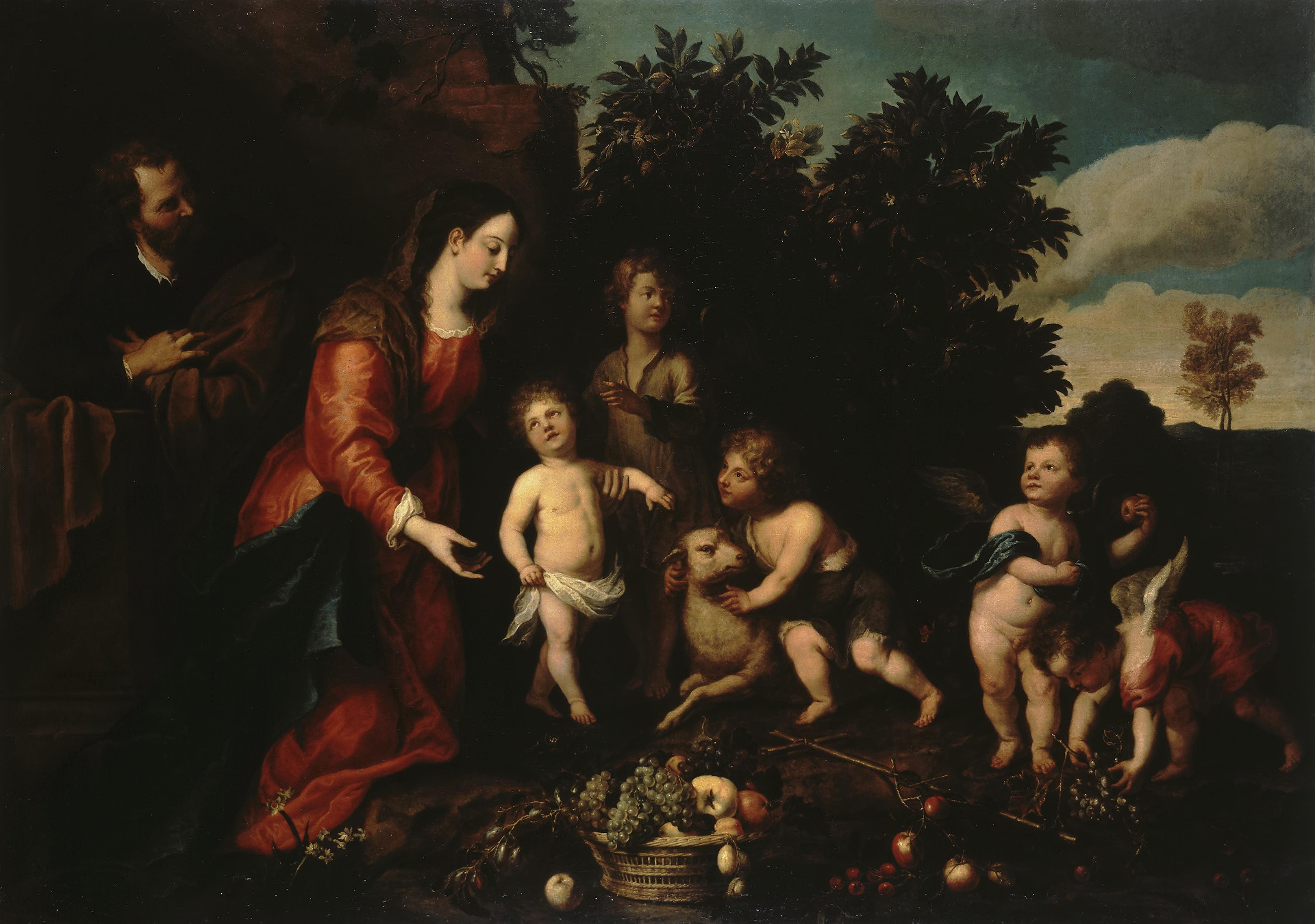
Абрагам ван Діпенбек.« Свята Родина з Іваном хрестителем і янголами», Ермітаж, Санкт-Петербург
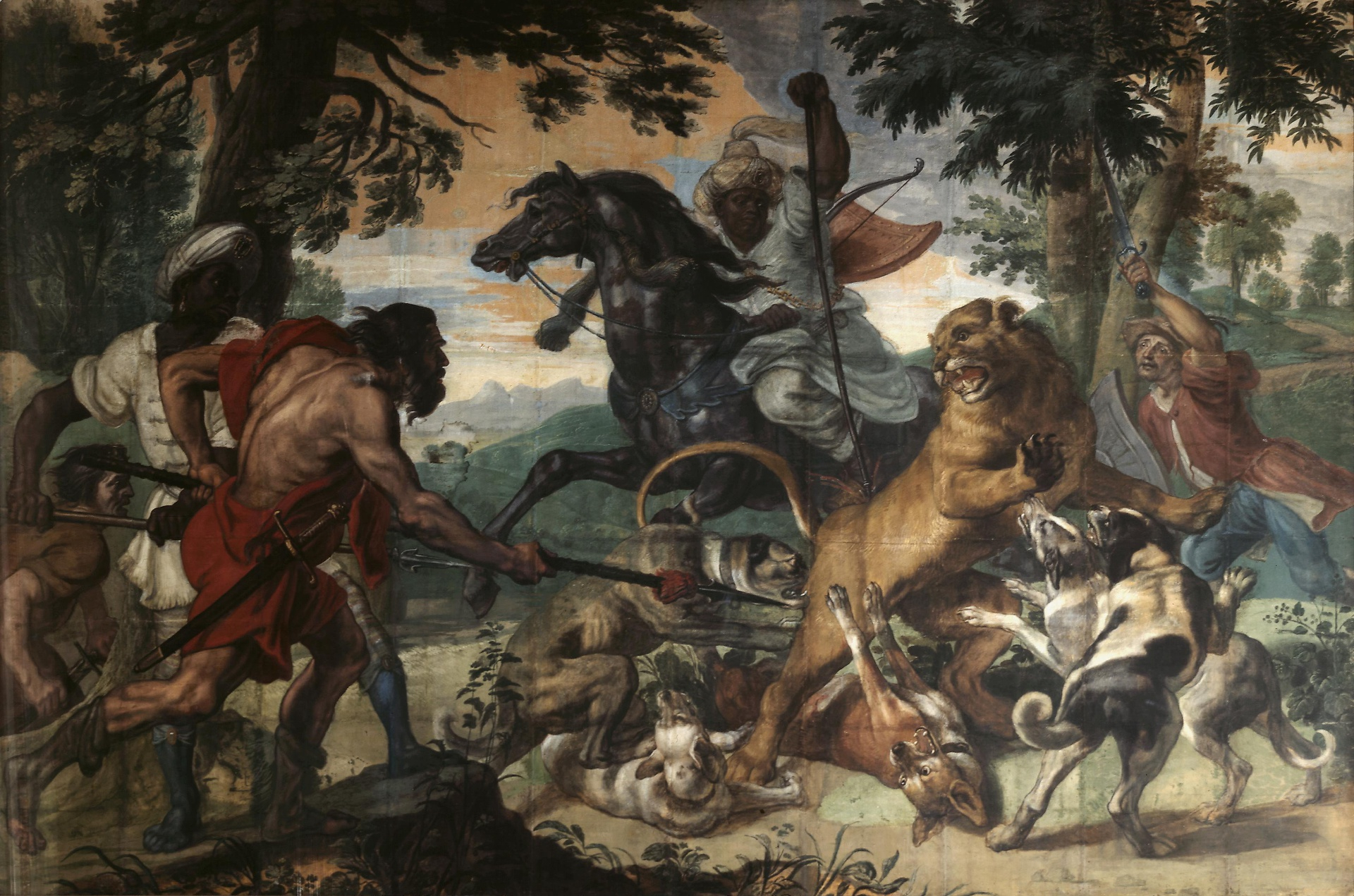
Абрагам ван Діпенбек та Пітер Боль. «Полювання на левів»
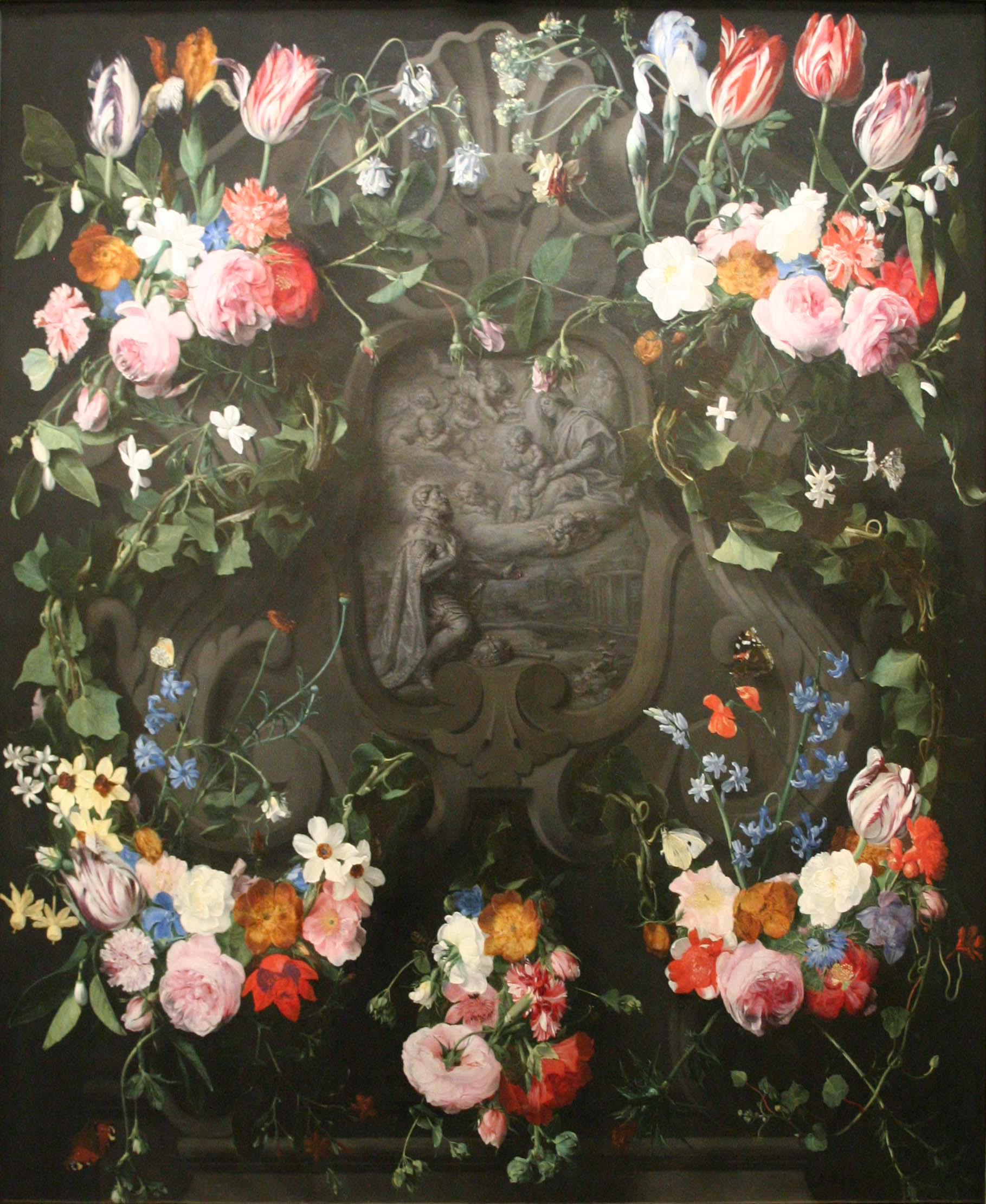
Абрагам ван Діпенбек та Герард Сегерс. «Явлення Богородиці св. Леопольду» у гірлянді квітів